# Monumento al Duque de Rivas (Córdoba)
El monumento al Duque de Rivas es un monumento escultórico dedicado al poeta y dramaturgo Ángel de Saavedra, situado en los jardines de la Victoria de Córdoba (España). Obra del famoso escultor Mariano Benlliure, fue construido en el año 1929. De esta escultura se dijo que por sí sola bastaba para justificar la fama de su autor.

## Descripción
El monumento está compuesto por una escultura de bronce de Ángel de Saavedra, embozado en una capa. La escultura se sitúa sobre un pedestal de piedra con relieves que representan las obras teatrales más destacadas de este autor. Contiene además inscripciones con porciones de texto de las obras Don Álvaro o la fuerza del sino, Un castellano leal y Al faro de Malta.

### Inscripciones
| ¿POR QUÉ TIEMPO PERDER?. LA JACA TORDA LA QUE, CUAL DICES TÚ, LOS CAMPOS BORDA LA QUE TANTO TE AGRADA POR SU OBEDIENCIA Y BRÍO PARA TI ESTÁ, MI DUEÑA, ENJAEZADA. PARA CURRA EL OVERO. PARA MÍ EL ALAZÁN GALLARDO Y FIERO. | SOY SEÑOR VUESTRO VASALLO VOS SOY MI REY EN LA TIERRA A VOS ORDENAR OS CUMPLE DE MI VIDA Y DE MI HACIENDA VUESTRO SOY VUESTRA MI CASA DE MI DISPONED Y DE ELLA PERO NO TOQUEIS MI HONRA Y RESPETAD MI CONCIENCIA. |